# Émile Muselier
Emile Henry Muselier (17 de abril de 1882 - Toulon, 2 de septiembre de 1965) fue un almirante francés que formó parte de las Fuerzas navales de la Francia Libre, o FNFL como comandante en jefe durante la Segunda Guerra Mundial. Fue el responsable de distinguir a las fuerzas navales de la Francia Libre de las de la Francia de Vichy adoptando como enseña la Cruz de Lorena, la cual llegó a ser el emblema oficial de la Francia Libre. Después de licenciarse en la Escuela Naval de Francia en 1899, siguió una brillante carrera militar. Compitió sin éxito en las elecciones legislativas de 1946 como vicepresidente de la (Rassemblement des gauches républicaines), posteriormente se retiró de la vida pública ejerciendo como consultor de ingeniería hasta su retiro en 1960. Fue enterrado en el cementerio de St. Pierre, en Marsella.

## Primeros años
La carrera de Muselier comenzó con una campaña en el Lejano Oriente, a continuación otras en el Adriatico, en Albania, intercaladas con estancias en Toulon. También luchó en Yser, Bélgica a la cabeza de una tropa de infantes de marina.
Muselier no recibiría su primer mando real hasta, el del aviso Scape, en abril de 1918. Por sus destacados servicios en la Primera Guerra Mundial, Muselier fue condecorado con la Cruz de la Armada.
Seguidamente fue puesto al mando del destructor Ouragan en 1925, también del crucero Crucero Ernest Renan en 1927, pasó a tomar el mando del acorazado Voltaire en 1930, y del Bretagne en 1931.
En 1933, Muselier, por su ascenso a contraalmirante, se convirtió en Major-General del puerto de Sidi-Abdalah en Túnez. En 1938, recibió el mando naval y la defensa del sector de la ciudad de Marsella.
Muselier habiendo previamente sido incorporado a los gabinetes de Painlevé y Clemenceau, fue nombrado jefe del personal de la delegación naval en Alemania.
El 10 de octubre de 1939 fue ascendido a vicealmirante por el almirante Darlan, compañero de estudios en la École Navale. Darlan dio marcha atrás al ascenso de Muselier el 21 de noviembre, después de presentarse cargos difamatorios contra él. Un incidente similar sucedió mientras estaba bajo las órdenes del general de Gaulle. Sin embargo rápidamente fue aclarado el asunto, y las sospechas de traición de los británicos sobre la base de documentos falsos, llevaron a estos a pedir disculpas por lo sucedido.

## Miembro de la Francia Libre
El 1 de julio de 1940, el general Charles de Gaulle nombró a Muselier comandante en jefe de las Fuerzas Navales de la Francia Libre, y provisionalmente también comandante de su fuerza aérea; estos cargos fueron posteriormente confirmados en 1941 con la creación del Consejo Nacional de la Francia Libre que actuaba de facto como un Gobierno en el exilio. El mismo día, el almirante Muselier escribió su propio llamamiento, ´pero dirigido en concreto a los marineros y aviadores. Creó el embrión del estado mayor naval con el capitán de navío Thierry d'Argenlieu y el del Voisin, antes de dejar una misión en el puerto egipcio de Alejandría con el objetivo de intentar un golpe de estado en el Mandato francés de Siria.
En 1940, el régimen de Vichy sentenció a Muselier a muerte in absentia y confiscó todas sus posesiones. En 1941, los líderes de Vichy le retiraron su nacionalidad francesa.
Bajo las órdenes del general De Gaulle, Muselier tomó el control de San Pedro y Miquelón, colonia francesa en las costas orientales de Canadá, el 24 de diciembre de 1941, saliendo con tres corbetas francesas y el submarino Surcouf desde Halifax y elevando al enseigne de vaisseau Alain Savary como comisario de la Francia Libre y máxima autoridad en las islas. Este hecho enfureció al presidente estadounidense Franklin Roosevelt, quien atacó a De Gaulle como un temerario, que no había esperado el apoyo estadounidense para una acción bélica en pleno Hemisferio Occidental, más aún porque Estados Unidos ya era beligerante contra el Eje tras el ataque a Pearl Harbor semanas antes. De Gaulle había declinado inicialmente la idea de invasión hecha por Muselier, pero deseaba reafirmar la soberanía francesa sobre el archipiélago después de enterarse del interés de británicos y canadienses por controlarlo. La posterior pugna de De Gaulle con Roosevelt llevó al almirante a dimitir de su cargo de comisario.
Muselier aceptaba las órdenes bélicas de De Gaulle pero no era partidario degaullista en cuestiones políticas, sobre todo Muselier era reacio a apoyar decisiones de De Gaulle como "jefe de gobierno" de la Francia Libre. El almirante Muselier recaló a inicio de 1943 en Argel a causa de serias divergencias políticas. Prefirió responder bajo las órdenes de general Giraud, jefe máximo de la Francia Libre en el norte de África; aunque De Gaulle le había ofrecido previamente el cargo de prefecto de la policía, Muselier prefirió rechazarlo y en su lugar lideró temporalmente tanto la administración civil como militar como comandante en jefe de Argel en junio de 1943, e incluso parece ser que fue la cabeza del golpe anti-Gaullista, antes de que el General De Gaulle se pusiese definitivamente al frente del Comité Francés de Liberación Nacional (Comité français de la Libération nationale) el 3 de junio de 1943. Después fue designado en 1944 como jefe de la delegación naval de la delegación militar para los asuntos alemanes de la Francia Libre.
Culminada la contienda, Muselier trató de ser elegido parlamentario en las primeras elecciones de posguerra, pero no tuvo éxito y se retiró de la marina en 1946. Tras el fin de la guerra, logró que las cortes francesas dejaran sin efectos los decretos del gobierno de Vichy contra él, pero tuvo dificultades para que al fin le reconocieran su pensión de ex almirante. Opuesto a la participación francesa en la guerra de Indochina, Muselier se dedicó a los negocios privados y como consultor en ingeniería, y murió en 1960.